# Super Mario televíziós sorozatok listája
Televíziós sorozatok, melyek a Super Mario univerzumát vették alapul.

## Sorozatok
- Super Mario Bros.: Peach-Hime Kyushutsu Dai Sakusen! (movie)
- Saturday Supercade
- The Super Mario Bros. Super Show!
- King Koopa's Kool Kartoons
- The Adventures of Super Mario Bros. 3
- Super Mario World
- The Super Mario Challenge